# 細田耕
細田 耕（ほそだ こう、Koh Hosoda、1965年(昭和40年)11月9日 - ）は、日本のロボット研究者。学位は、工学博士（京都大学）、大阪大学名誉教授。空気圧ゴム人工筋などを用いたロボットアームや3次元受動歩行を開発。知能の構成論的研究やヒューマノイドロボット、ソフトロボティクスの研究に従事。ハイハイを学習する赤ちゃんロボットや屍体足・人工筋骨格ハイブリッドロボット、犬型ロボット「PneuHound」で知られる。フレキシブルアームやビジュアルサーボでも実績がある。大阪大学工学部 助手、助教授、同大学院情報科学研究科 教授、同大学院基礎工学研究科 教授、日本ロボット学会『Advanced Robotics』誌編集長を歴任。2023年4月現在、京都大学大学院工学研究科機械理工学専攻 教授（先端システム理工学分野）。

## 来歴・人物

### 生い立ち
1965年大阪府生まれ。電子工作を趣味としており、京都大学工学部精密工学科に進学。細田は学部4年次から吉川恒夫の研究室に所属（1988年に学部卒業。）。先輩から「ロボットの研究はもうほとんど終わっている」と言われるものの、宇宙ロボットなどを想定したフレキシブルマニピュレータの研究に取り組んでいく。

### 吉川研究室時代
京都大学の受託研究員であった石川島播磨重工（後のIHI）の村上弘記らと共に、平面ではなく3次元空間で動作するフレキシブルマニピュレータに取り組む。集中ばね質量モデルを構築し、動力学解析から状態方程式を導出し、最適レギュレータを実装した。3次元では理論検討が多かった当時、実験的に検証した数少ない事例であった。
なお、フレキシブルマニピュレータではモデル化が課題であり、吉川と細田は仮想の剛体リンクと仮想の受動バネ関節によるモデルを提案する。これには先行研究と異なり、実機からパラメータを同定し、モデルを決定するという特徴があった。また、平面2自由度のフレキシブルマニピュレータの軌道制御にも取り組み、軌道追従の十分条件をシミュレーションで明らかにした。
さらに本体となるフレキシブルマニピュレータ（マクロ機構）の先端に小型の剛体マニピュレータ（マイクロ機構）を搭載したマクロマイクロ機構の研究にも取り組む。可補償性を検討し、準静的軌道制御と動的軌道制御の手法を提案。力制御にも取り組んだ。1993年3月に京都大学大学院工学研究科機械工学専攻博士後期課程を修了し、博士（工学）の学位を取得。同年9月にはマクロマイクロマニピュレータの技術が石川島播磨重工から特許出願された。

### 浅田研究室時代
1993年4月、大阪大学工学部電子制御機械工学科の浅田稔研究室で助手に着任。ロボットを作れることが採用の理由だったという。この間、ビジュアルサーボや歩行ロボットの強化学習などの研究に従事。浅田らのサッカーロボットの研究に参加し、カメラでボールを認識して追う動作を強化学習で実現。この研究は日本ロボット学会の論文賞を受賞し、NHK教育の『サイエンスアイ』でも紹介された。
ビジュアルサーボでは画像上の追従対象の座標の速度とロボットの関節速度を対応づける「画像ヤコビアン」（厳密には行列）を用いる。通常これはモデル化を行うが、細田はロボットの構造が分からない状態から、カメラ座標と関節角度の情報から逐次最小二乗法で画像ヤコビアンを推定する手法を開発した。1997年2月には助教授に昇進する。
1998年4月から翌年3月まで、チューリッヒ大学客員教授としてロルフ・ファイファーの下で受動歩行の研究に従事。スイス滞在中にオランダ・デルフト工科大学マータイン・ヴィッセの研究を知り、感銘を受ける。細田は国際会議を利用して同大学を訪問し、ロボットや図面のコピーの許可を得る。2001年には石黒章夫や小林宏とともにファイファーの著書『知の創成 ― 身体性認知科学への招待 ―』の訳本を出版する。

### 助教授・准教授時代
人間の指先を参考にした柔らかい触覚センサも開発し、それを用いたロボットハンドも開発。ゴム人工筋を用いた筋骨格ロボットの研究を進め、3次元受動歩行ロボット上体を持った受動歩行ロボットを実現。さらに円弧足ではなく、拮抗筋を取り付けた水平足による歩行も実現する。また、ガニ股歩きをする赤ちゃんロボットも開発。平面2脚式（実際は3脚）の「空脚R」では歩行・走行・跳躍のすべてを実現した。
自分で学習してハイハイをする赤ちゃんロボットも開発。また、ゴム人工筋を利用することにより、ドアノブをつかんでドアを容易に開けるロボットアームも実現した。2006年頃には生理学やスポーツ工学関係の研究者から「二関節筋を考慮していない」と言われ、より人間の筋骨格を突き詰めるようになり、連続跳躍が可能な脚ロボットも開発した。
この間2005年11月から2011年3月まで、JST ERATO 浅田共生知能プロジェクト グループリーダーを併任。2007年からは法改正で准教授に。また、浅田の創発ロボティクス研究室とは独立して、大学院工学研究科知能・機能創成工学専攻先導的融合工学講座内に適応ロボティクス研究室を主催する。教育関係では応用理工学科機械工学科目におけるメカトロニクス教育の講義・実習を担当。教育上の工夫は、杉原知道ら後任の担当者にも引き継がれた。

### 情報科学研究科教授時代

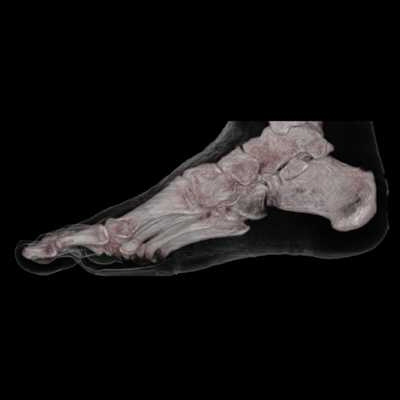
人間の足。細田は医学研究を参考に、屍体の足に着目。足の柔らかさが歩行に与える影響の解明に寄与した。

2010年4月、大阪大学大学院情報科学研究科マルチメディア工学専攻の教授に就任。ヒューマンインタフェース工学講座を担当し、准教授には清水正宏が、助教には池本周平が着任。2011年には『日経サイエンス』の連載「挑む Front Runner」で取り上げられ、2013年にはNHK教育の『ふしぎがいっぱい』において、細田研究室のロボットを用いて人間の筋骨格構造の解説が行われた。
細田は「人間の足がなぜ柔らかいのか」という未解決事項に対し、慶應義塾大学の解剖学者らとの共同研究で、2011年度から「屍体足・人工筋骨格ハイブリッドロボットによる二足歩行の適応機能解明」というプロジェクトを開始。科学研究費助成事業基盤 (S) の支援を受けたもので、経費は総額で2億円を超える規模であった。
細田らは屍体足を取り付けた（物理的な）歩行シミュレータで実験を重ねる。歩行シミュレータの実験では2方向X線透視撮影装置やCTスキャンによる解析を取り入れ、有限要素法による足部の動力学モデルを構築。このモデルを基に筋の活性化状況を解析し、筋骨格ロボットの制御へ応用した。人間の運動機能の力学的解明に寄与したとして、学術的に評価された。

### 基礎工学研究科教授時代
2014年に大阪大学大学院基礎工学研究科の教授に転任。研究室名は適応ロボット学研究室で、准教授の清水正宏との共同運営。2016年には自著『柔らかヒューマノイド』が化学同人から出版され、2017年から日本ロボット学会の欧文論文誌『Advance Robotics』でEditor in Chiefを務める。さらに同学会に設立されたソフトロボティクス研究専門委員会の委員にも名を連ね、学会誌の特集号ではソフトロボティクスの歴史と展望を記している。
この間、池本周平とは能動関節1個、柔らかい受動関節11個のソフトロボットアームに対し、人工知能で制御モデルを学習する手法を研究。カルマンの正準分解で学習データを選択するようにし、制御モデルの獲得を実現した。2018年には中川友紀子が経営するアールティと共同開発した研究開発用ロボットアーム「CRANE-X7」が発売され、2019年には同社協力の元『実践ロボット制御 ―基礎から動力学まで―』をオーム社から出版している。
スイス連邦工科大学ローザンヌ校 (EPFL) のジェイミー・パイクと共同研究も実施しており、アギトアリを参考にしたT字型の小型群知能ロボット「Tribot」を開発。形状記憶合金により跳躍、匍匐、回転が可能で、ロボット間で連携してタスクを割り当てる。細田も共著者の論文は2019年の『ネイチャー』に掲載された。

### 京都大学教授時代
2023年4月から京都大学大学院工学研究科機械理工学専攻 教授に着任し、先端システム理工学分野を担当。2023年時点で大阪大学名誉教授。

## 主な受賞歴
- 1995年度 - 日本ロボット学会 研究奨励賞「構造やパラメータに関する知識を用いないビジュアルサーボ系の構成」[93]
- 1996年度 - 日本ロボット学会 第10回論文賞「視覚に基づく強化学習によるロボットの行動獲得」[94][注 9]
- 2014年度 - 第3回大阪大学総長顕彰[95]
- 2016年度 - 日本機械学会ロボティクス・メカトロニクス部門 学術業績賞[23]
- 2017年度 - The 8th International Symposium on Adaptive Motion of Animals and Machines(AMAM2017) Outstanding Demo Award[注 10][95]
- 2018年度 - 日本機械学会フェロー[96]
- 2022年度 - 日本ロボット学会 第15回功労賞「Advanced Roboticsの国際的評価向上への貢献」[97]
- 2023年度 - 日本機械学会ロボティクス・メカトロニクス部門 部門教育表彰「ロボット制御の基礎から実践，ソフトロボットへとつながる教育」[98]
- 2024年度 - 日本機械学会賞（技術功績）「ソフトロボティクスによる適応知能の構成論的研究」[24]
- 2024年度 - 日本ロボット学会 フェロー「学会の国際活動活性化及びソフトロボティクス研究への貢献[99]

## 主な著作

### 学位論文
- 『フレキシブルアームのモデル化と制御』京都大学〈博士論文（甲第5385号）〉、1993年3月23日、doi:10.11501/3066232。

### 著書
（単著）
- 『柔らかヒューマノイド ― ロボットが知能の謎を解き明かす ―』化学同人、2016年、ISBN 978-4-7598-1670-9。
- 『実践ロボット制御 ― 基礎から動力学まで ―』（株）アールティ協力、オーム社、2019年、ISBN 978-4-274-22430-0。

（共著・分担執筆）
- 『ロボットからヒトを識る』河合祐司、浅田稔 編、大阪大学出版会〈大阪大学総合学術博物館叢書 14〉、2018年、ISBN 978-4872595246[注 11]。
- 『身体適応』高草木薫、荻原直道 編著、オーム社〈シリーズ移動知 第2巻〉、2010年、ISBN 978-4-274-50277-4。
- 『よくわかる認知科学』乾敏郎、吉川左紀子、川口潤 編，ミネルヴァ書房、2010年、ISBN 978-4623055340。
- Bioinspired Legged Locomotion. Elsevier. (2017). ISBN 978-0128037669（第7、8、9章）。
- Koh Hosoda and Masahiro Shimizu (2021). "Attempts to Develop Artificial Muscles". Philipp Beckerle; Maziar Ahmad Sharbafi; Tom Verstraten; Peter P. Pott and André Seyfarth eds. Novel Bioinspired Actuator Designs for Robotics. Springer (Studies in Computational Intelligence 888). ISBN 978-3030408855.

（共訳）

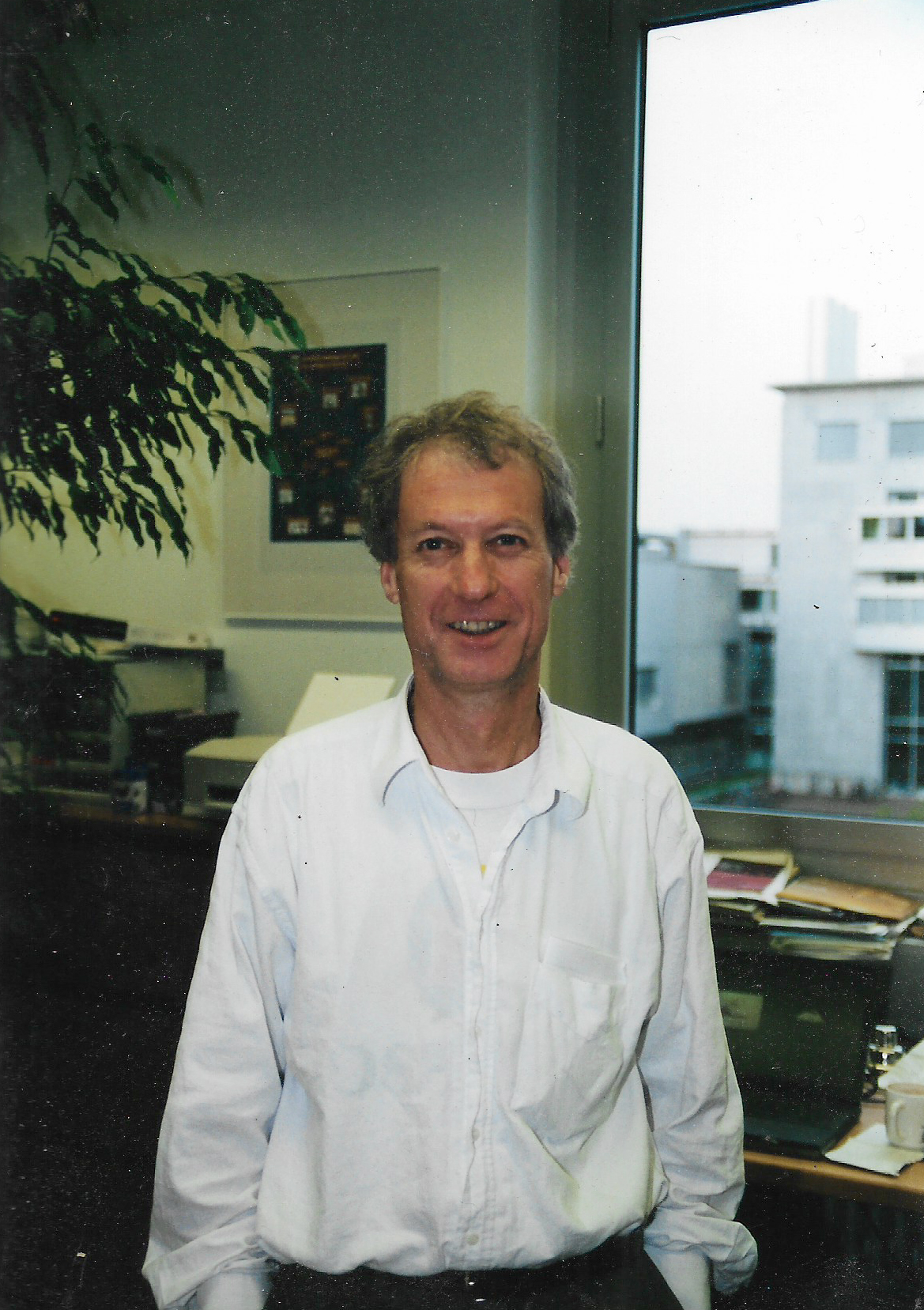
ロルフ・ファイファー

- 『知の創成 ― 身体性認知科学への招待 ―』R. Pfeifer（英語版）・C. Scheier 著、石黒章夫・小林宏・細田耕 訳、共立出版、2001年、ISBN 4320120329。
- 『知能の原理 ― 身体性に基づく構成論的アプローチ ―』R.Pfeifer・J.Bongard 著、細田耕・石黒章夫 訳、共立出版、2010年、ISBN 9784320122468[100]。

### 学会誌記事
（解説・単著）
- 「環境との相互作用を通して獲得される適応的マニピュレーション」『日本ロボット学会誌』第20巻第2号、2002年、126-127頁。
- 「形態が学習にもたらすもの, 学習が形態にもたらすもの」『日本ロボット学会誌』第22巻第2号、2004年、186-189頁。
- 「非限定環境に適応する二足歩行ロボット」『計測と制御』第44巻第9号、2005年、609-614頁。
- 「動特性を利用した空気圧拮抗駆動二足歩行」『システム／制御／情報』第49巻第10号、2005年、411-416頁。
- 「身体的共創知能 : 柔軟な身体構造と環境との相互作用から生み出される適応性」『人工知能』第27巻第1号、2012年、28-33頁。
- 「バイオロボティクスによる知能へのアプローチ」『生産と技術』第65巻第2号、2013年、61-63頁。
- 「ソフトロボティクスの歴史と現状，今後の展望」『日本ロボット学会誌』第37巻第1号、2019年、7-11頁。
- 「身体性としてのヒト足部機構」『日本ロボット学会誌』第38巻第10号、2020年、914-919頁。

（解説・共著）
- 「マクロ・マイクロシステムによるフレキシブル・マニピュレータの制御」『日本ロボット学会誌』第12巻第2号、1994年、207-212頁。- 吉川恒夫との共著
- 「筋骨格ヒューマノイドのロコモーション研究」『日本ロボット学会誌』第30巻第1号、2012年、8-13頁、成岡健一との共著。
- 「屍体足を用いた足部機構の機能解明」『システム/制御/情報』第59巻第10号、2015年、387-393頁。- 萩原直道・池本周平との共著
- 「ヒト二足歩行における足部動態の解明」『バイオメカニズム学会誌』第43巻第2号、2019年、101-106頁。- 荻原直道との共著
- 「レクチャーシリーズ「人工知能の今」〔第9回〕ロボティクスと人工知能」『人工知能』第35巻第4号、2020年、558-567頁。- 長井隆行、原田研介、石黒浩との共著。

（座談会・パネルディスカッション）
- 「構成的発達科学の目指すもの」『日本ロボット学会誌』第30巻第1号、2012年、33-44頁[注 12]。
- 「ソフトロボティクスと身体知」『知能と情報』第29巻第5号、2017年、160-172頁[注 13]。

## 主な論文・特許
- 吉川恒夫、村上弘記、細田耕「2本のフレキシブルリンクを有する3自由度マニピュレータのモデリングと制御」『日本ロボット学会誌』第9巻第1号、1991年、1-10頁。[40][28]
- 吉川恒夫、細田耕「仮想的な剛体リンクと受動関節を用いたフレキシブルアームのモデリング」『計測自動制御学会論文集』第27巻第12号、1991年、1389-1395頁。[43]
- 特許第3302797号「マニピュレータおよびその制御方法」（特許権者 - IHI、吉川恒夫、細田耕、発明者 - 甲斐勝己、村上弘記、山崎秀作、吉川恒夫、細田耕、1993年9月22日出願、1995年4月4日公開、特開1995-088786、2002年4月26日登録、2013年4月26日特許期限）[50]
- Hosoda, K. and Asada, M. (1994) Versatile visual servoing without knowledge of true Jacobian, Proceedings of IEEE/RSJ International Conference on Intelligent Robots and Systems (IROS'94), ISBN 0-7803-1933-8.[30]
- 細田耕、浅田稔「構造やパラメータに関する先験的な知識を必要としないフィードフォワード補償器を持つ適応型ビジュアルサーボ系の構成」『日本ロボット学会誌』第14巻第2号、1996年、313-319頁。[31]
- 多田泰徳、細田耕、浅田稔「内部に触覚受容器を持つ人間型柔軟指」『日本ロボット学会誌』第23巻第4号、2005年、482-487頁[60][61]。
- 細田耕「発見的バイオロボティクスアプローチと適応的2足歩行」『日本ロボット学会誌』第28巻第4号、2010年、479-484頁。
- Zhenishbek Zhakypov, Kazuaki Mori, Koh Hosoda and Jamie Paik, (2019).“Designing Minimal and Scalable Insect-Inspired Multi-Locomotion Millirobots”. Nature 571: 381-386[90].

## 研究プロジェクト
（科学研究費助成事業研究代表者）
- 1996年度完了 - 奨励研究 (A)「環境適応機能を有するビジュアルサーボ系の構成に関する研究」[101]
- 1997年度完了 - 重点領域研究「脚式移動ロボットの視覚誘導による行動生成及びそれらに基づく環境表現の獲得」[102]
- 2001-2002年度 - 基盤研究 (B)「環境との相互作用を通した自由度の凍結と解放」[103]
- 2004-2006年度 - 基盤研究 (B)「多数の未分化なモダリティの受容器を持つロボット指による発達的技能獲得」[104]
- 2004-2005年度 - 萌芽研究「拮抗型空気圧人工筋による弾道学的な行動の模倣と習熟」[105]
- 2005-2009年度 - 特定領域研究「適応的ロコモーション創発のための反射と志向性の相互作用設計」[106]
- 2007-2009年度 - 基盤研究 (B)「柔軟なバイオニックハンドによる適応的マニピュレーションの獲得」[107]
- 2011-2015年度 - 基盤研究 (S)「屍体足・人工筋骨格ハイブリッドロボットによる二足歩行の適応機能解明」[108]
- 2011-2012年度 - 挑戦的萌芽研究「ホメオスタシスを有する人間型ハンドの恒常性を利用した物体識別」[109]
- 2015-2016年度 - 新学術領域研究（研究領域提案型）「筋骨格ヒューマノイドを用いた脳型身体表現モデルの構成論的研究」[110]
- 2015-2016年度 - 挑戦的萌芽研究「筋骨格ヒューマノイドのための人工筋紡錘の開発と局所的反射の実現」[111]
- 2017-2018年度 - 新学術領域研究（研究領域提案型）「筋骨格ヒューマノイドを用いた身体像のファースト・スローダイナミクスの創発モデル」[112]
- 2019-2022年度 - 基盤研究 (A)「イオン液体・イオンゲルを用いた生物型ソフトセンサ開発と多感覚モダリティ学習」[113]
- 2023-2024年度 - 挑戦的萌芽研究 (萌芽)「人工筋駆動協働ソフトヒューマノイドのスラック筋構造と省力制御」[114]
- 2023-2026年度 - 基板研究 (A)「時空間ダイナミクスを活用したソフトセンサによる生物知能的適応学習」[115]

（グループリーダーなど）
- 2005-2010年度 - 日本学術振興会 (JST) ERATO 浅田共創知能システムプロジェクト「身体的共創知能グループ」[69]

## 出演
- ふしぎがいっぱい（NHK教育、2013年度 第3回、5月14日、21日放送「人の体が動くのは?」）[77]
- ガリレオX（BSフジ、2017年7月24日放送「ロボットから赤ちゃんの謎を探る」）[116]
- いまからサイエンス（BSテレ東、2024年10月2日放送「生身の人間の様な新ロボット！「知能」誕生の秘密に迫る」）[117]